# Serra do Divisor
A serra do Divisor é uma cadeia montanhosa situada na fronteira entre o Brasil e o Peru. Esse contraforte, com altitudes médias de 200 a 600 metros, divide as bacias hidrográficas do médio Ucayali da do alto Juruá. Na região está localizada a unidade de conservação mais ocidental da Amazônia brasileira, o Parque Nacional Serra do Divisor.